# Dian Alberts
Dian Carina Felicia van Houten-Alberts is een personage uit de Nederlandse soapserie Goede tijden, slechte tijden. Ze werd tussen 1991 en 2008 achtereenvolgens gespeeld door Lotte van Dam, Chris Jolles en Rixt Leddy. Het personage Dian is gebaseerd op Diane Archer uit de Australische soapserie The Restless Years.

## Actrice
- Lotte van Dam (1991-1993,1996)
- Chris Jolles (1994-1999)
- Rixt Leddy (2005-2008)

Van Dam was een van de populairste gezichten van de serie, en ondanks dat de scripts rechtstreeks waren gekopieerd bleef er wel een plekje over voor de rol van Dian. Volgens het officiële script had Dian allang de serie moeten verlaten. Na twee jaar verlaat Van Dam de serie, na eigen zeggen dat ze de rol niet interssant meer vond en de producenten wilden de rol niet aanpassen na de wensen van Van Dam. In 1994 krijgt Van Dam toch gehoor aan haar wensen, wanneer de producenten haar benaderen voor een come-back. Het karakter wordt drastisch aangepakt, maar Van Dam trekt zich op het laatste moment weer terug. Doordat immers de verhaallijnen en scripts voor een langere tijd al vast stonden werd de rol van Dian gerecast door Jolles.
In 1996 verlaat Jolles vervroegd de set met zwangerschapsverlof en hierdoor moest de rol tijdelijk worden overgenomen. Van Dam keerde voor enkele afleveringen terug.
In 1999 verlaat Jolles de serie voorgoed, en ook zij werd meermaals terug gevraagd waar ze nooit op in ging. In 2000 werd Jolles gespot bij de studio's, maar dit was voor haar rol als Luciel Starrenburg in Onderweg naar Morgen waarin ze tussen 2000 en 2002 een rol speelde. Wederom werd ze in 2003 werd gespot bij de studio's, maar dit was voor een tijdelijke comeback in Onderweg naar Morgen.
In 2005 schreven de schrijvers de rol van Dian terug in de serie. Zowel Van Dam als Jolles bedankte voor de rol. Daarom werd uiteindelijk Leddy gecast. Wanneer Leddy in 2007 aangeeft de serie te willen verlaten besluiten de makers het personage Dian om te brengen. Naast het feit dat de makers het niet zagen zitten om het personage wederom te recasten, wilden ze de fans geen valse hoop blijven geven dat Van Dam noch Jolles ooit terug keert als Dian.

## Geschiedenis
Dian was de dochter van Jef Alberts en zijn toenmalige vrouw Karin Alberts, de zus van John Alberts en de halfzus van Remco Terhorst.
Ze heeft relaties gehad met Tim Waterman, Mark de Moor, Arthur Peters, Ludo Sanders, Huib van Groeningen, Nick Sanders, Dennis Alberts, Hans van Houten, Mohammed Aydin en Bob Lanschot. Ze is getrouwd geweest met de zakenman Frits van Houten en Donald van der Zee en heeft ook een miskraam gehad.

### 1991-1993

#### Relatie met Tim Waterman
In oktober 1991 komt Dian naar Meerdijk op een moment dat Jef en Karin dreigen te gaan scheiden. Ze stelt haar nieuwe vriend Tim Waterman voor; wispelturig als ze is wil Dian met hem gaan samenwonen, alleen heeft ze Tim daar niet eerder van op de hoogte gebracht. Tim is bij een verkeersongeluk blind geworden; met de jaarwisseling ondergaat hij een oogoperatie en ziet daarna veel meer dan ooit tevoren. Hij maakt het echter uit met Dian vanwege haar hebzuchtige karakter.

#### Relatie met Mark de Moor
Dian lijkt te worden omgeruild voor Anita Dendermonde, met wie ze het slecht kan vinden. Anita's zogenaamd dakloze vriendin Machteld Steens gaat zich ermee bemoeien en pleegt in de aflevering van 6 maart 1992 een inbraak bij huize Alberts; Dian wordt overmeesterd door een van Machtelds handlangers. Maar alles loopt goed en Dian aanvaardt de excuses van Anita.
Tijdens een weekendje weg met tante Sandra (Karins feministische zus) ontmoet ze de zwemmer Mark de Moor, die al snel naar Meerdijk komt en ze krijgen een relatie. In deze zelfde periode begint Karin een kortstondige verhouding met bouwvakker Jan-Henk Gerritse; op 10 april kondigt ze haar vertrek aan. Dian is hier kapot van. Omdat ze geen troost vindt bij Jef, besluit ze weg te lopen met Mark. Lang duurt dat echter niet, aan deze relatie komt een einde als Dian Marks sollicitatie bij een zwembad verpest door ruzie te maken met de dochter van de badmeester.

#### Terreur van Kees Moree
Ondertussen heeft Jef na het schandaal met het giftige Sebsalyd een nieuwe baan als directeur gekregen; het eerste dat hij doet is het grootste probleemgeval op de zaak ontslaan. Kees Moree, goed voor tien jaar aan klachten, pikt dat niet en neemt wraak via Dian; thuis en op straat wordt ze lastiggevallen en een geheim telefoonnummer is binnen de kortste keren achterhaald. Dian neemt haar intrek in een hotel maar ook daar is ze niet veilig. Verkleed als bediende komt Moree op 26 oktober haar kamer binnen met een karretje; onder de stolp zit het touw waarmee hij haar vastbindt. Dan komt Jan-Henk door het raam binnen en arriveert Jef met de politie.

#### Relatie met Arthur Peters
In november 1992 komt Dian Arthur Peters tegen wanneer ze op bezoek gaat bij Suzanne Balk die na een aanrijding tijdelijk in een rolstoel is beland. In eerste instantie vindt ze de van oorsprong Surinaamse pianist een bemoeial omdat hij weigert zich dienstbaar op te stellen naar Suzanne, maar met de kerst krijgen ze dan toch een relatie. Jef ziet dat niet zitten vanwege de "cultuurverschillen" en ook elders klinken er weergeluiden. Als het stel op 13 januari 1993 naar discotheek Xanadu gaat wordt Arthur geweigerd; zogenaamd omdat hij geen pasje heeft. Mickey Lammers, leerling-journalist bij dagblad Het Spectrum, neemt de proef op de som en schrijft een lasterartikel. Gevolg is echter dat Arthur en Dian (maar ook Govert Harmsen, bij wie Arthur op kamers woont) afzonderlijk van elkaar te grazen worden genomen door twee bullebakken die zwaar verbolgen zijn over de sluiting van hun disco.

#### Geen huwelijk en vertrek uit Meerdijk
Maar beiden komen ze er weer bovenop; Dian wordt op de dansvloer ten huwelijk gevraagd en het antwoord is ja. Een kennismaking met de ouders van Arthur staat gepland voor 9 april maar Jef verpest alles door vooraf te gaan drinken vanwege zijn echtscheiding. Ook Mark, wiens zwemcarrière is stukgelopen op een liggende fles van zijn drankverslaafde moeder, doet een duit in het zakje door Tracy Peters te vertellen waarom het misging tussen hem en Dian. Arthur wordt door Tracy onder druk gezet om het uit te maken. Dian is er kapot van, maar als Arthur besluit dat hij haar terug wil hoeft ze hem niet meer. Vlak daarna kruipt Arthur met een slok op achter het stuur om zichzelf het ziekenhuis in te rijden. Dian wil hem uit frustratie in eerste instantie niet opzoeken; dit hoort Arthur van Mark, waarna Arthur Dian ook niet meer wil zien. Wanneer Dian dan wel wil komen, hoort ze Arthur vanuit de gang tegen zijn moeder zeggen dat hij Dian niet meer wil. Als Dian een paar dagen later dan toch Arthurs kamer binnenkomt, wordt het duidelijk dat het definitief over is tussen hen.
Om de voorbijgaande anderhalf jaar te verwerken, besluit Dian hierna Meerdijk te verlaten en bij Karin in te trekken.

### 1994-1999

#### Terugkeer naar Meerdijk I; Dian vs. de rest I
Dian kan niet opschieten met Karins nieuwe liefde en omdat ze geen zin heeft in een potentiële stiefvader pest ze hem weg door te beweren dat hij haar probeerde te verleiden. Als het omgekeerde waar blijkt te zijn mag ze vertrekken, maar het kwaad is dan al geschied; lieve, leuke, wispelturige Dian bestaat niet meer.
In december 1994 keert ze terug naar Meerdijk om in de herhaling te gaan met Jefs huidige vrouw Sylvia Merx. Als Sylvia later ongeneeslijk ziek wordt, komt Dian tot inkeer en biedt ze haar excuses aan. Maar door keer op keer in haar streken te vervallen, wordt ze ten slotte onterfd.

#### Huwelijk met Frits van Houten
In diezelfde periode begint Dian een relatie met Frits van Houten, op dat moment een van de machtigste mannen van Meerdijk. Als hij wordt vermoord en Ludo Sanders betrokken is bij de afhandeling van de zaken van Van Houten, probeert Dian Ludo te verleiden. Ludo doorziet Dian die naar zijn idee hem alleen maar uit zakelijk belang probeert te verleiden. Ludo wijst Dian dan ook af en trouwt met Janine Elschot. Dian laat het hier niet bij zitten en huurt Huib van Groeningen in om Ludo in de gaten te houden. Dian slaagt erin om Ludo alles af te pakken en laat hem met helemaal niets en financieel volkomen kaalgeplukt achter.

#### Strijd met Suzanne Balk
Dian gaat voor het bedrijf van Suzanne en Linda, Variety, werken. Deze samenwerking verloopt erg goed, en ze weten Linda samen uit de klauwen van de gemene Ada te redden. Als Linda vertrekt zoekt Suzanne echter nog een mede-eigenaar en Dian wil hier wel voor in aanmerking komen. Dit lijkt Suzanne in eerste instantie wel een goed plan, maar ze weet zich door Daniël om te laten praten. Daniël heeft immers vaker met Dian samengewerkt. Dian wordt afgewezen als mede-eigenaar en dit kan ze moeilijk verkroppen, ze besluit alles op alles te zetten om haar zin te krijgen. Ze peutert geld los bij haar vader Jef door een misleidend contract wat erop zou wijzen dat Dian de galerie van Bowien overneemt. Met dit geld koopt ze de ex van Suzanne, John, om om zo aan gevoelige informatie van Daniël te geraken. Hierdoor komt ze te weten over het voorval van Daniël en Wassenaar op het dak van de parkeergarage. Ze laat Suzanne's zoontje Guusje op de filmcamera vertellen over het ongeval en uiteindelijk chanteert ze Suzanne met haar bevindingen. Deze gaat daar echter niet op in en Daniël slaat op de vlucht. Wanneer Dian ook de videoband naar de politie brengt worden Suzanne en Janine meegenomen naar het politiebureau. Wanneer Ludo merkt dat Janine erbij betrokken raakt, besluit hij Suzanne te helpen. Hij koopt iemand om die de schuld op zich neemt zodat Suzanne vrijkomt. Suzanne raapt de moed bij elkaar om Jef van de situatie op de hoogte te brengen. Jef, die Dian eerst altijd beschermde, laat Dian door haar daden eens en voor altijd vallen en schrapt haar tevens uit haar testament. Intussen maakt Dian het leven van Suzanne en Daniël kapot wanneer Suzanne brieven van Daniël krijgt die erop slaan dat hij zelfmoord wil plegen. Ludo heeft een plan waarmee hij het bedrijf van Dian op kan laten draaien voor kinderporno, mede door de hulp van Rover, die zich voordoet als 18-jarige en zeer aanstootgevende foto's van zich laat maken voor een ondergoedcampagne. Als Rover later op de radio vertelt dat hij door Bryan is aangerand stapt Dian giftig naar Variety toe en komt er hier achter dat Ludo achter deze acties zit.
Uiteindelijk komt Daniël terug, hij heeft nog lang last van nachtmerries over Dian en Wassenaar.

#### Dian vs. de rest II
Na haar terugkomst verbreekt ze haar meeste oude vriendschappen. In eerste instantie weet ze haar vriendschap met Roos de Jager en Arthur Peters wel nog te behouden. Als Jef een adoptiekind neemt moet Dian in eerste instantie niets van haar hebben, maar uiteindelijk bleek Kim haar vriendin door dik en dun. Na haar chantagepraktijken met Suzanne en Daniël wordt ze door zowel Jef als Roos als Arthur verstoten en is Kim de enige die nog met haar wil spreken. Als Dian vervolgens bontjassen gaat promoten met haar bedrijf wil zelfs Kim, die vegetariër is en tegen welke vorm van misbruik van dieren dan ook is, niets meer met haar te maken hebben. Haar enige vriendin in Meerdijk blijft Bowien en nadat ze de Koning vaker bezoekt blijkt Rik ook nog wel op haar gesteld te zijn. Wanneer ze vertrekt vraagt ze aan hen dan ook of ze haar bedrijf Hollywood over willen nemen.

#### Strijd met Ludo Sanders I
Dian blijkt echter zwanger te zijn van Ludo, maar na een val komt het ongeboren kind te overlijden. Dian houdt Ludo ervoor verantwoordelijk. Ze vindt in haar 'strijd' tegen Ludo een nieuwe partner: Bowien Galema. Dian en Bowien plannen samen met Huib van Groeningen – die zich inmiddels ook tegen Ludo gekeerd heeft – een actie om Ludo volledig tegen de grond te krijgen. Dit lukt, waarna Dian en Huib hun voorlopige intrek in een hotel nemen en trouwplannen maken. De op wraak beluste Ludo komt hen echter weer op het spoor, hij ontvoert Huib die kort daarna spoorloos is verdwenen. Dian is ervan overtuigd dat Ludo Huib heeft vermoord. Bowien weet Huib die uit angst voor Ludo is ondergedoken echter op te sporen. Dian reist hem achterna naar het Turkse Özdere, gezien het feit dat ze niets meer heeft om te blijven; haar relatie met haar familie is immers stuk en al haar eerdere vrienden hebben zich tegen haar gekeerd. De twee reizen samen naar Parijs, hoe het hun verder vergaat blijft onbekend. Gedurende de eerstvolgende seizoenen verdwijnt Dian geheel uit beeld.

#### John Alberts
Dian is in seizoen 9 de enige van de familie Alberts die doorheeft dat degene die zich uitgeeft voor haar broer John, die na een operatie aan zijn gezicht teruggekeerd zou zijn uit de VS, in werkelijkheid de bedrieger Pete Jenssens is. Ze  besluit echter haar mond te houden tegenover iedereen. Ze wil het liefst bloedig wraak nemen op haar vader die haar heeft onterfd, en hoopt dat de bedrieger dit nu voor haar zal doen.

### 2005-2008

#### Terugkeer naar Meerdijk II
In 2005 keert ze terug omdat de zoon van Frits, Jack van Houten, haar op de hoogte heeft gebracht van een mysterieuze amulet. Dian vermoedt dat hij achter de bezittingen van Frits aanzit en spoedt zich meteen terug naar Meerdijk. Na haar terugkeer heeft Dian een onenightstand met haar bloedeigen neef Dennis Alberts.

#### Strijd met Ludo Sanders II
In 2006 trouwde ze met miljonair Donald van der Zee, kort na het huwelijk overleed Van der Zee en in Meerdijk ontstonden speculaties over het feit dat Dian met Van der Zee was getrouwd om het geld. Ondanks de speculaties start ze met dit geld het bedrijf Alvida, met de intentie om klanten bij concurrent Sanders Inc. (van Ludo Sanders) weg te kapen. Daarnaast wordt ze verliefd op politierechercheur Mohammed Aydin, die de aanslag op Ludo Sanders onderzoekt. De twee krijgen een serieuze relatie en maken zelfs plannen om samen te wonen. Door een verkeersongeval komt Aydin echter om het leven. Dian stort zich vervolgens met Ludo op het project "Het Ludo Sanders Huis" waarbij slachtoffers van geweld worden opgevangen.

#### Stalker
In 2007 wordt ze in haar nieuwe huis (dat ze had gekocht samen met Mohammed Aydin) gestalkt door een onbekende man, die haar een opgezette vlinder toestuurt en uiteindelijk een lok van haar haar afknipt. De man belt haar op haar nieuwe privénummer en op haar mobiele nummer, nadat de stalker dit per ongeluk van Barbara Fischer had gekregen. De verdenking ligt bij Rik de Jong, die hiervoor wordt gearresteerd door rechercheur Bob Lanschot. De stalker blijkt echter Lanschot zelf te zijn, die Rik erin heeft geluisd. Hij wordt later ontmaskerd in zijn vakantiehuisje in Drenthe en korte tijd later gearresteerd in Dians woning in Meerdijk, waarna Rik weer wordt vrijgelaten. Achteraf blijkt Lanschot ook verantwoordelijk te zijn voor de dood van zijn eerdere vrouw en de dood van Aydin.

#### Faillissement
De strijd tussen Dian en Ludo blijft ook in 2008 doorgaan. Ludo komt erachter dat het huwelijk tussen Dian en Donald van der Zee juridisch niet klopt. Hij spant een rechtszaak tegen Dian aan en laat daarvoor een familielid uit Australië overkomen om tegen Dian te getuigen. Ludo's wraakplan werkt. Dian moet haar miljoenenerfenis terugbetalen waarmee haar bedrijf Alvida failliet gaat. Hierdoor wordt ze gedwongen om haar bedrijven te verkopen aan Ludo.

#### Overlijden
Tijdens de overdracht van haar bedrijf aan Ludo krijgt Dian plotseling een hersenbloeding. Ludo laat Dian verlamd achter, waarna ze in de aflevering van 29 februari 2008 overlijdt. Ze is dan 37 jaar. Laura Selmhorst vindt Dian op de grond van haar kantoor waarna ze Dians familie op de hoogte stelt. Jef neemt bedroefd afscheid van zijn dochter.